# Pericosmus
Pericosmus is een geslacht van zee-egels, en het typegeslacht van de familie Pericosmidae.

## Soorten
Recent
- Pericosmus akabanus Mortensen, 1939
- Pericosmus bidens Mortensen, 1950
- Pericosmus cordatus Mortensen, 1950
- Pericosmus keiensis Mortensen, 1950
- Pericosmus macronesius Koehler, 1914
- Pericosmus mauritianus Mortensen, 1950
- Pericosmus melanostomus Mortensen, 1948
- Pericosmus oblongus Mortensen, 1950
- Pericosmus porphyrocardius McNamara, 1984
- Pericosmus tenuis Mortensen, 1950

Uitgestorven
- Pericosmus artemisae Sánchez Roig, 1953 †
- Pericosmus blanquizalensis Sánchez Roig, 1952 †
- Pericosmus camagueyanus Sánchez Roig, 1949 †
- Pericosmus clarki Lambert, 1933 †
- Pericosmus cubanus Palmer, 1949 †
- Pericosmus delgadoi Sánchez Roig, 1953 †
- Pericosmus gardensis Venzo, 1933 †
- Pericosmus giganteus Sánchez Roig, 1952 †
- Pericosmus gregoryi Currie, 1927 †
- Pericosmus israelskyi Durham, 1961 †
- Pericosmus magnificus Nisiyama, 1968 †
- Pericosmus rojasi Sánchez Roig, 1951 †
- Pericosmus schencki Israelsky, 1933 †
- Pericosmus stefaninii Socin, 1942 †
- Pericosmus stehlini Jeannet, 1928 †
- Pericosmus valenzuelai Sánchez Roig, 1953 †
- Pericosmus zanolettii Sánchez Roig, 1953 †